# Mehdi Senoussi

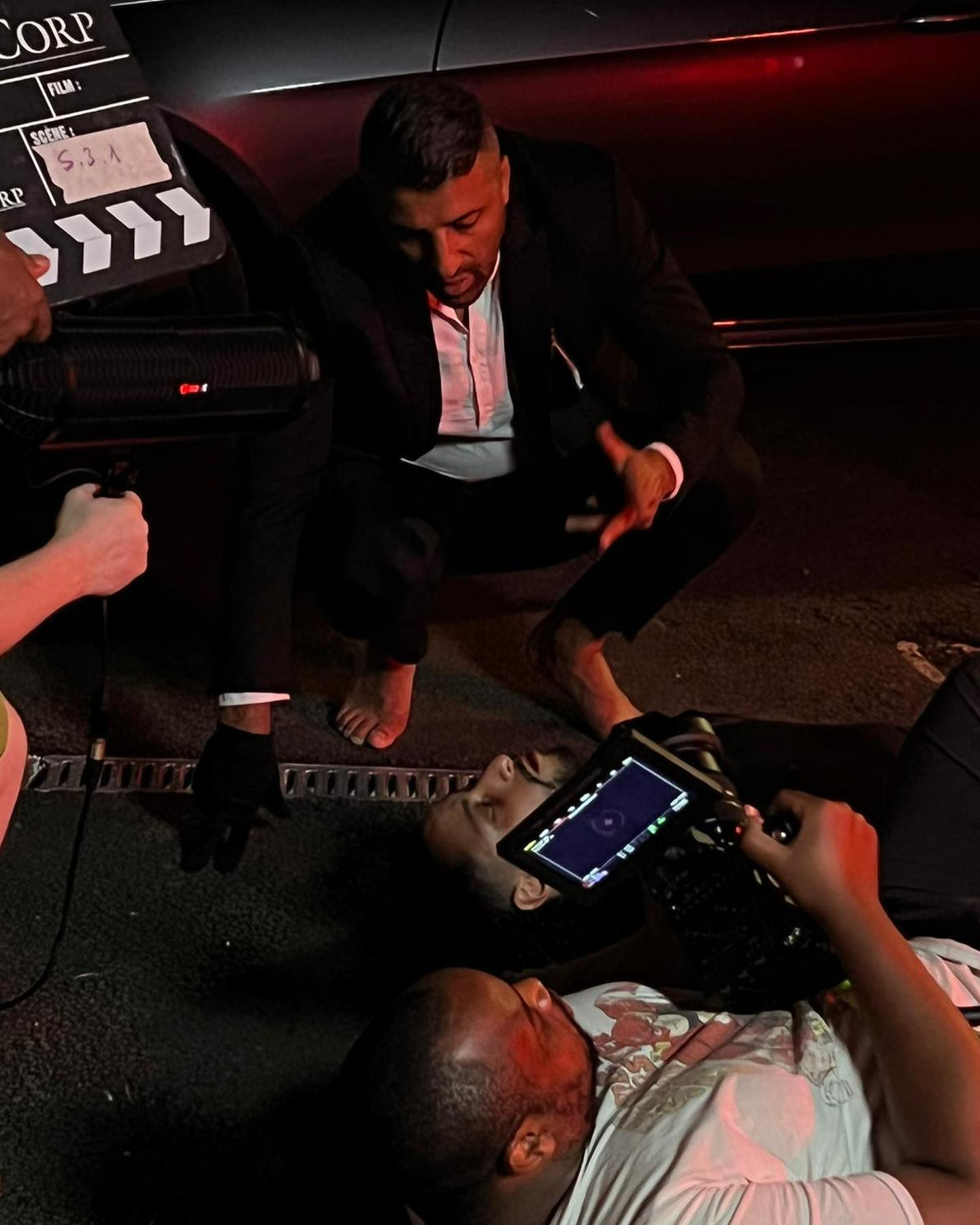
Tournage Stacked - Mehdi Senoussi

Mehdi Senoussi est un acteur, scénariste, réalisateur et producteur de cinéma français né le 13 février 1984 dans le 2e arrondissement de Lyon.

Tournage Fanon - Mehdi Senoussi

## Biographie
Né à Lyon, Mehdi Senoussi grandit à Vénissieux. Pendant ses années collège, il se passionne pour le théâtre et joue dans des pièces de Molière (Le Médecin malgré lui, L'Avare, Les Fourberies de Scapin, Les Femmes savantes, Le Malade imaginaire).
Au début des années 2000, il fait de nombreux aller-retours entre la France et les États-Unis avant d’intégrer le Cours Florent en 2003. Très vite, il commence à écrire, produire et réaliser plusieurs courts-métrages, parmi lesquels Fonce Ruppert qui marque les débuts de Zinedine Zidane devant les caméras. Il réalise aussi un premier long métrage Talents cachés/gâchés qui reste inédit.
On peut le voir comme acteur dans des productions télévisées et dans des films comme La Tendresse de Marion Hänsel , Qu'Allah bénisse la France d'Abd Al Malik et Fatima de Philippe Faucon. En 2016, il se lance dans la réalisation de son second long-métrage, Vaurien, qui réunit notamment à ses côtés Romane Bohringer, Nassim Si Ahmed, Steve Tran, Pascal Elbé et Moussa Maaskri.

## Filmographie

### Cinéma
- 2005 : Talents cachés/gâchés de Mehdi Senoussi : Heddy (inédit)
- 2013 : La Tendresse de Marion Hänsel : Said
- 2014 : Qu'Allah bénisse la France d'Abd Al Malik : Mohammed
- 2015 : Fatima de Philippe Faucon : le professeur d'EPS
- 2016 : The Model (da) de Mads Matthiesen : l'homme en moto
- 2018 : Vaurien de Mehdi Senoussi : Redouane
- 2024 : Monsieur, le Maire de  Karine Blanc  et Michel Tavarès  - Rôle : Le patron du Flamingo
- 2025 ; Fanon de Jean-Claude Barny - Rôle : Hocine

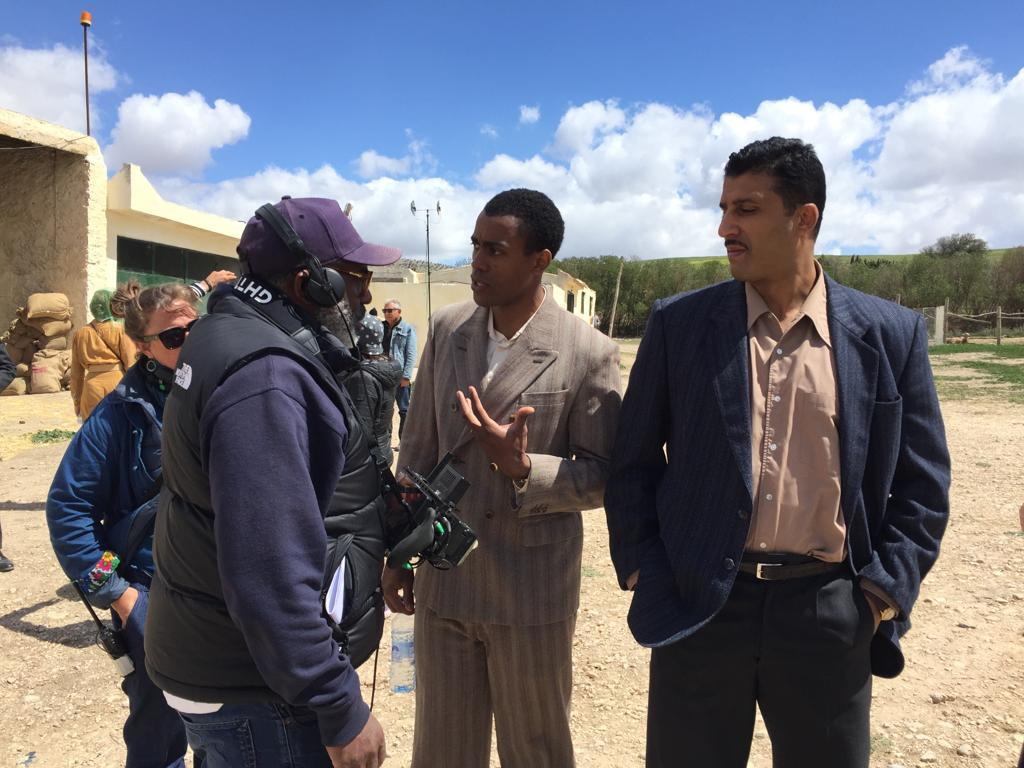
Fanon Mehdi Senoussi

### Réalisateur, scénariste et producteur
- 2005 : Talents cachés/gâchés (inédit)
- 2018 : Vaurien

### Acteur courts métrages
- 2004 : Coute que coute de Mehdi Senoussi
- 2004 : La Récompense de Mehdi Senoussi
- 2005 : Fonce Ruppert de Mehdi Senoussi : Ruppert
- 2006 : Showmage de Mehdi Senoussi
- 2008 : La Murette de Steed Cavalieri : Jessym
- 2008 : Save Me de Harris Cheguetine : Akim
- 2010 : Hollywood Terrorists de Jason-Matthew Smith : Alim Akbar
- 2011 : Un Appel en absence de Julien Petit : Mehdi
- 2012 : Patriotes d'Oussama Sawaf : le Lieutenant Haytham Ben Abdallah
- 2013 : Les orangers en fleur de Nicolas Damon : Karim
- 2018 : De particulier à particulier de Julien Sauvadon - Production 2.4.7. Films
- 2022 : L'étincelle de Andreani Prescillia - Rôle principal / Lead
- 2022 : Stacked de Aguendia Fotabong  - Pilote TV - Rôle:  Saoudi

### Réalisateur courts métrages
- 2004 : Coute que coute
- 2004 : La Récompense
- 2005 : Fonce Ruppert
- 2006 : Showmage

### Producteur courts métrages
- 2004 : Coute que coute de Mehdi Senoussi
- 2004 : La Récompense de Mehdi Senoussi
- 2005 : Fonce Ruppert de Mehdi Senoussi
- 2006 : Showmage de Mehdi Senoussi
- 2008 : Save Me de Harris Cheguetine
- 2010 : Hollywood Terrorists de Jason-Matthew Smith
- 2011 : Un Appel en absence de Julien Petit

### Télévision

#### Téléfilms
- 2011 : Le Piège afghan de Miguel Courtois
- 2013 : Mon ami Pierrot d'Orso Miret : Abdelrahman

#### Série télévisée
- 2014 : Alice Nevers, le juge est une femme, épisode Raison d'état d'Éric Le Roux : Hassan Abaji
- 2023 : Hors jeu - Episode Pilote - Production All Eyes On Me - Réal. : Alain "Biff" Etoundi - Rôle : Liks
- 2024 : Citoyens clandestins - Série TV - Scarlett Production / Arte - Réal. : Laetitia Masson - Rôle : Kader

## Théâtre

### Comédien
- 2011 : Que la nuit commence de Stanislas Foriel

## Liens externes

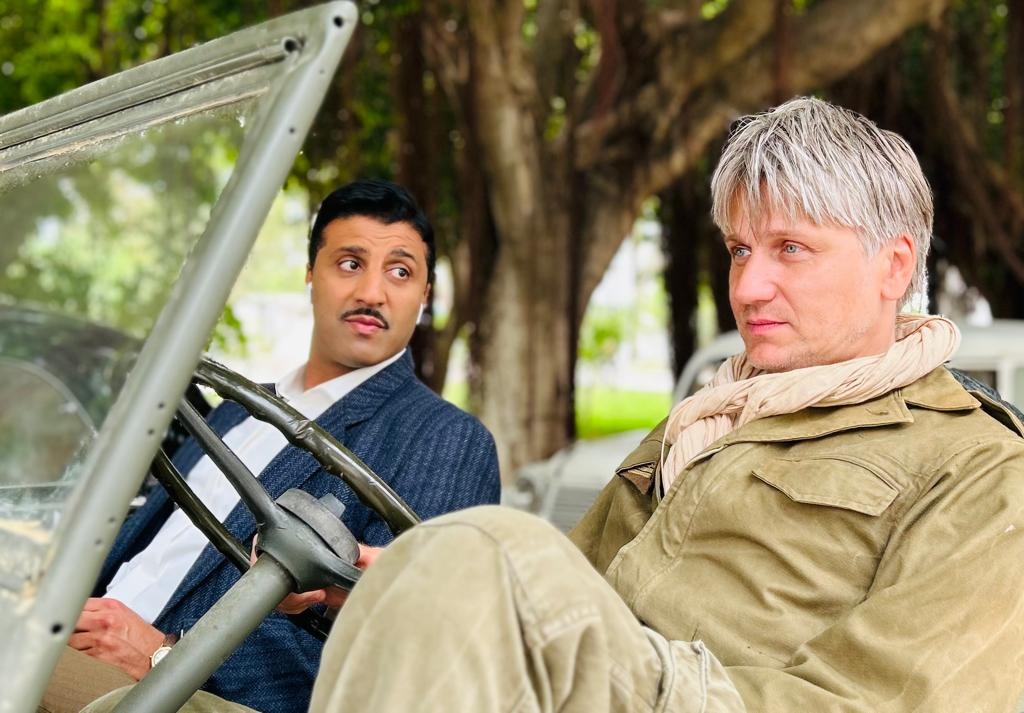
Medhi Senoussi - Tournage

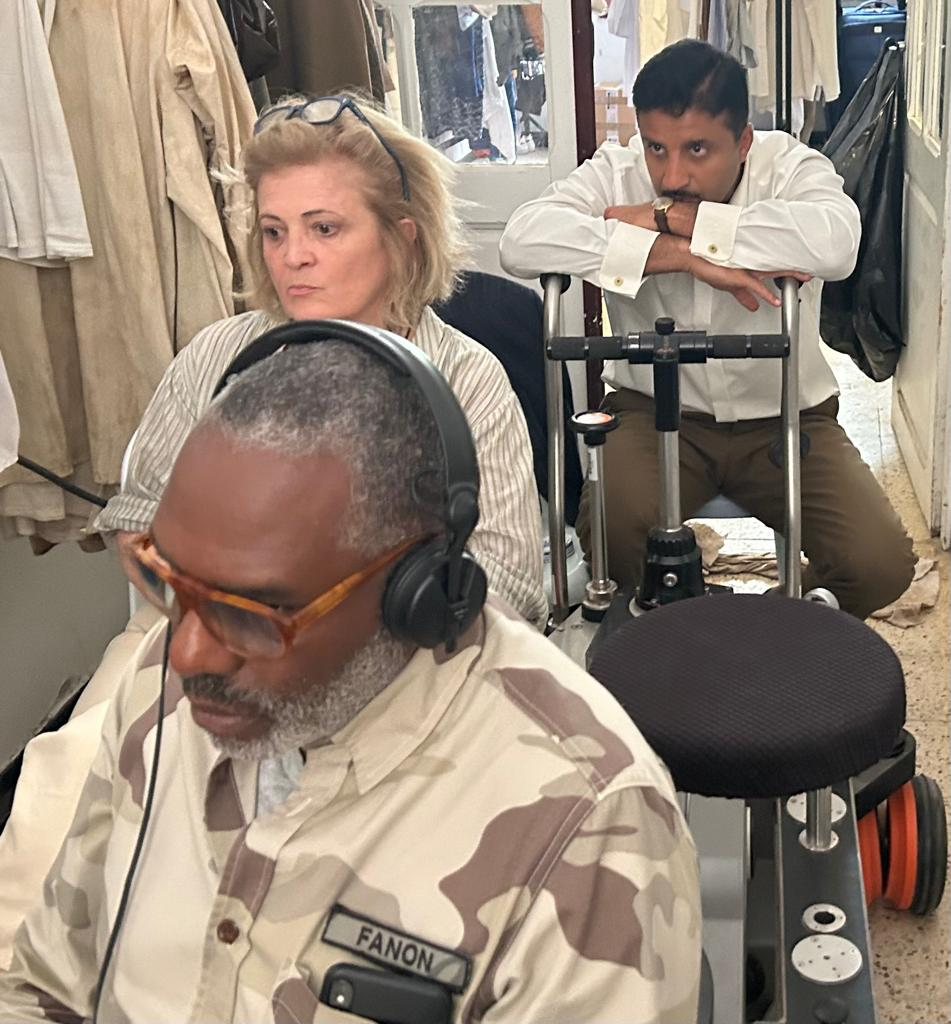
Medhi Senoussi - Tournage 2023